# Redeemer of Souls
| Recensione    | Giudizio |
| ------------- | -------- |
| About.com     |          |
| AllMusic      |          |
| Loudwire      |          |
| Metal Hammer  |          |
| Rolling Stone |          |

Redeemer of Souls è il diciassettesimo album in studio del gruppo musicale britannico Judas Priest, pubblicato nel luglio 2014 dalla Epic Records.

## Descrizione
Si tratta del primo album inciso dal gruppo senza lo storico chitarrista K. K. Downing, uscito dalla formazione nel 2011 e sostituito da Richie Faulkner, già chitarrista di gruppi quali Dirty Deeds e Voodoo Six. Dopo la parentesi più sperimentale del precedente Nostradamus, con questo disco i Judas Priest ritornano alla loro proposta sonora abituale.
L'album ha avuto un buon successo commerciale, vendendo nella prima settimana dall'uscita 32 000 copie nei soli Stati Uniti d'America e stabilendo il record di posizionamento per un disco dei Judas Priest nella classifica Billboard 200, raggiungendo la sesta posizione. Tale primato è stato superato dal quinto posto di Firepower nel 2018.
Il disco è stato ben accolto dalla critica specializzata, che ha lodato in particolar modo la ventata di aria fresca introdotta dal nuovo arrivato Richie Faulkner. Le sonorità dell'album sono state inoltre accostate a quelle di vecchi classici come Sad Wings of Destiny e British Steel.

## Tracce
Testi e musiche di Glenn Tipton, Rob Halford e Richie Faulkner.
1. Dragonaut – 4:26
2. Redeemer of Souls – 3:58
3. Halls of Valhalla – 6:04
4. Sword of Damocles – 4:54
5. March of the Damned – 3:55
6. Down in Flames – 3:56
7. Hell & Back – 4:46
8. Cold Blooded – 5:25
9. Metalizer – 4:37
10. Crossfire – 3:51
11. Secrets of the Dead – 5:41
12. Battle Cry – 5:18
13. Beginning of the End – 5:07

Tracce bonus nell'edizione deluxe
1. Snakebite – 3:14
2. Tears of Blood – 4:19
3. Creatures – 4:25
4. Bring It On – 3:18
5. Never Forget – 6:25

## Formazione
- Rob Halford – voce
- Glenn Tipton – chitarra
- Richie Faulkner – chitarra
- Ian Hill – basso
- Scott Travis – batteria

## Classifiche

### Classifiche settimanali
| Classifica (2014)          | Posizione massima |
| -------------------------- | ----------------- |
| Australia                  | 31                |
| Austria                    | 6                 |
| Belgio (Fiandre)           | 25                |
| Belgio (Vallonia)          | 30                |
| Canada                     | 5                 |
| Danimarca                  | 9                 |
| Finlandia                  | 1                 |
| Francia                    | 22                |
| Germania                   | 3                 |
| Giappone                   | 15                |
| Irlanda                    | 32                |
| Italia                     | 29                |
| Norvegia                   | 3                 |
| Nuova Zelanda              | 31                |
| Paesi Bassi                | 26                |
| Polonia                    | 8                 |
| Portogallo                 | 17                |
| Regno Unito                | 12                |
| Regno Unito (rock & metal) | 1                 |
| Repubblica Ceca            | 1                 |
| Spagna                     | 9                 |
| Stati Uniti                | 6                 |
| Stati Uniti (hard rock)    | 1                 |
| Stati Uniti (rock)         | 1                 |
| Stati Uniti (tastemakers)  | 1                 |
| Svezia                     | 5                 |
| Svizzera                   | 6                 |
| Ungheria                   | 13                |

### Classifiche di fine anno
| Classifica (2014)       | Posizione |
| ----------------------- | --------- |
| Stati Uniti (hard rock) | 19        |
| Stati Uniti (rock)      | 60        |